# Frederick Holder (Politiker)

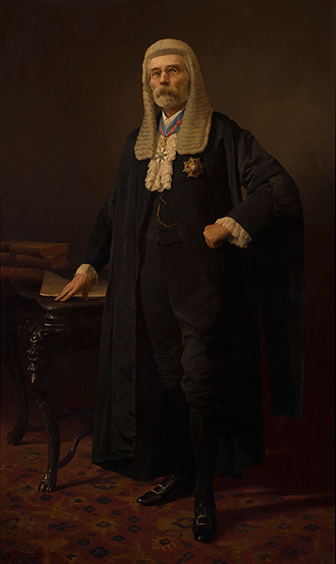
Sir Frederick Holder als Sprecher des Repräsentantenhauses (Gemälde von George A. J. Webb, 1916).

Hon. Sir Frederick William Holder, KCMG (* 12. Mai 1850 in Happy Valley, South Australia; † 23. Juli 1909 in Melbourne) war ein australischer Politiker, der unter anderem 1892 und zwischen 1899 und 1901 Premierminister von South Australia war sowie von 1901 bis zu seinem Tode 1909 während einer Sitzung als erster Sprecher des Australischen Repräsentantenhauses fungierte. Seine Amtszeit von mehr als acht Jahren ist die bislang zweitlängste Amtszeit eines Sprechers des Repräsentantenhauses.

## Leben

### Abgeordneter, Minister und zweimaliger Premierminister von South Australia

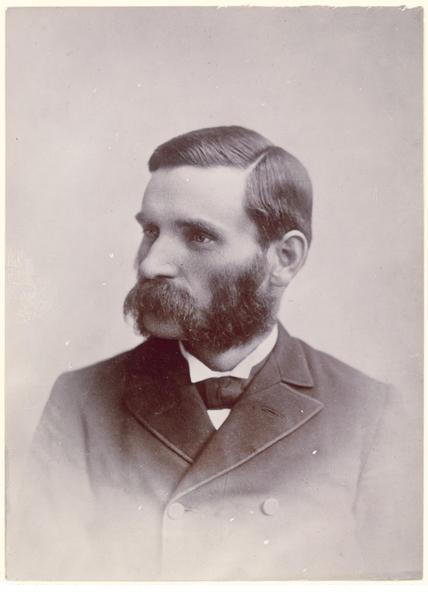
Frederick Holder

Frederick William Holder, Sohn von James Morecott Holder, wurde von seinem Vater unterrichtet, bevor er staatliche Schulen und die Collegiate School of St. Peter besuchte. Seine frühe berufliche Laufbahn war vielfältig: Er war Leiter der Burra Public School und eines Handelsgeschäfts, Inhaber der Zeitung „Burra Record“, Stadtschreiber und schließlich Bürgermeister von Burra.
Am 22. März 1887 wurde Holder erstmals zum Mitglied des South Australian House of Assembly gewählt und vertrat in diesem bis zu seinem Mandatsverzicht am 9. Mai 1901 den Wahlkreis Burra. In der Regierung von Premierminister John Cockburn übernahm er am 27. Juni 1889	den Posten als Schatzminister (Treasurer) und bekleidete dieses Amt bis zum Ende von Cockburns Amtszeit am 19. August 1890. Nachdem er anschließend zwischen August 1890 und Juni 1892 Oppositionsführer in der Legislativversammlung war, wurde er am 21. Juni 1892 als Nachfolger von Thomas Playford II erstmals Premierminister von South Australia und bekleidete dieses Amt bis zum 15. Oktober 1892, woraufhin John Downer als Premierminister seine zweite Regierung bildete. In seiner Regierung übernahm er vom 21. Juni bis 15. Oktober 1892 auch das Amt als Schatzminister (Treasurer). Allerdings war seine Führung schwach, teilweise aufgrund der durch die Dürre verursachten schwierigen finanziellen Situation, was zu seinem Rücktritt nach nur 244 Tage führte.
In der Regierung von Charles Kingston übernahm Holder vom 16. Juni 1893 bis zum 17. April 1894 zunächst das Amt als Minister für öffentliche Arbeiten (Commissioner of Public Works) und war im Anschluss zwischen dem 17. April 1894 und dem 1. Dezember 1899 in der Regierung Kingston erneut Schatzminister. Als Schatzminister gelang es ihm dieses Mal jedoch den Haushalt trotz der anhaltenden Dürre und der darauf folgenden Depression auszugleichen. Die Gründung der State Bank of South Australia, die Einführung von Erbschaftssteuern und die Steuerreform waren die wesentliche Punkte seiner Finanzpolitik. Daneben war er 1897 und 1898 als Vertreter Südaustraliens Mitglied der Australasian Federal Convention, die die Gründung des Australischen Bundes zum 1. Januar 1901 vorbereiteten. Dadurch trieb er seinen Glauben an den Freihandel sowie das allgemeine Wahlrecht für Erwachsene voran und trug maßgeblich dazu bei, dass South Australia die erste australische Kolonie wurde, in der Frauen wählen konnten.
Nach der nur sieben Tage dauernden Regierung von Premierminister Vaiben Solomon, der am 1. Dezember 1899 Nachfolger Kingstons wurde, übernahm Frederick am 8. Dezember 1899 zum zweiten Mal das Amt als Premierminister. Er bekleidete dieses bis zu seiner Ablösung durch John Jenkins am 15. Mai 1901 und bekleidete in seiner Regierung zwischen dem 8. Dezember 1899 und dem 15. Mai 1901 abermals den Posten als Schatzminister sowie darüber hinaus zeitgleich als Industrieminister (Minister of Industry). Als Premierminister richtete seine Regierung Bibliotheken in ländlichen Städten ein, führte in ganz Südaustralien die Standardzeit ein und vollendete die Wasserentsorgungspläne beim Bundaleer-Reservoir und Barossa Valley.

### Mitglied und Sprecher des Australischen Repräsentantenhauses

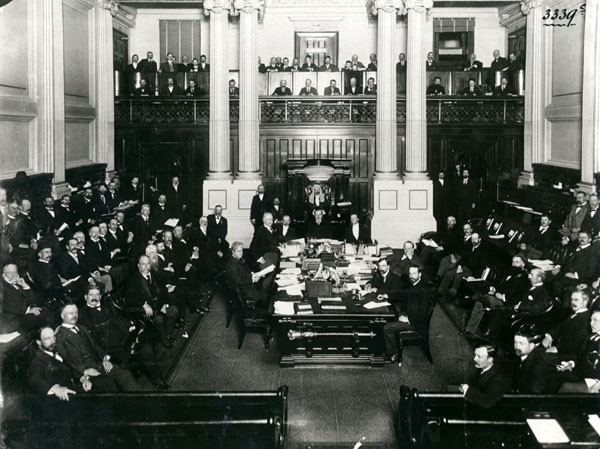
Sitzung des Repräsentantenhauses (1901)

Am 15. Mai 1901 trat Frederick Holder als Premierminister und Mitglied der Legislativversammlung von South Australia zurück, nachdem er am 30. März 1901 für South Australia zum Mitglied des ersten Australischen Repräsentantenhauses gewählt wurde. Er gehörte diesem nach seinen Wiederwahlen am 16. März 1903 und 12. Dezember 1906 im Wahlkreis Wakefield bis zu seinem Tode am 23. Juli 1909 an. Am 9. Mai 1901 wurde er zudem zum ersten Sprecher (Speaker) des Repräsentantenhauses gewählt und bekleidete dieses Amt als Präsident dieser zweiten Kammer des Parlaments nach seinen Wiederwahlen am 2. März 1904 und 20. Februar 1907 ebenfalls bis zu seinem Tode am 23. Juli 1909, woraufhin Carty Salmon seine Nachfolge antrat. Als Sprecher fungierte er zudem zwischen dem 5. Juni 1901 und dem 23. Juli 1909 als Vorsitzender des Hauptausschusses und des Ausschusses für die Parlamentsbibliothek sowie des Weiteren  vom 13. Juni 1901 bis zum 23. Juli 1909 als Vorsitzender des Geschäftsordnungsausschusses des Repräsentantenhauses.
Als erster Sprecher stand er vor der schwierigen Aufgabe, die Geschäftsordnungen sowohl der Kolonialparlamente als auch des Westminster-Parlaments an die neue föderale Situation anzupassen, was er allen Berichten zufolge unparteiisch und entschlossen tat. Er wurde in dieser Rolle wegen seiner „Höflichkeit, Unparteilichkeit und großen Kenntnis der parlamentarischen Verfahren“ geschätzt und von allen Mitgliedern des Repräsentantenhauses respektiert. Seine Beiträge beschränkten sich nicht nur auf seine Rolle als Sprecher. Der Bericht des Joint Library Committee (dessen Vorsitzender er war) von 1903 wurde zum Entwurf für die spätere National Library of Australia (NLA). Für seine Verdienste wurde er am 26. Juni 1902 als Knight Commander des Order of St Michael and St George (KCMG) nobilitiert, wodurch er fortan das Prädikat „Sir“ führte. Holders Wertschätzung für seine eigene Gesundheit war nicht so groß wie sein Einfluss und sein Engagement. In den frühen Morgenstunden des 23. Juli 1909, nachdem er die ganze Nacht eine Sitzung geleitet hatte, wechselte er vom Stuhl des Sprechers auf einen Sitz auf der Vorderbank und sprach seine letzten Worte – „Schrecklich, schrecklich!“ – bevor er zusammenbrach, immer noch mit der Perücke des Sprechers und der Robe. Er starb später am Nachmittag noch im Parliament House in Melbourne an einer Gehirnblutung, ohne das Bewusstsein wiederzuerlangen. Er erhielt ein Staatsbegräbnis in Adelaide. Holder, ein Vorort von Canberra ist ihm zu Ehren benannt. Seine Amtszeit von mehr als acht Jahren ist die bislang zweitlängste Amtszeit eines Sprechers des Repräsentantenhauses nach Sir John McLeay Sr., der vom 29. August 1956 bis zum 31. Oktober 1966 mehr als zehn Jahre Sprecher war.
Aus seiner 1877 geschlossenen Ehe mit Julia Maria Stephens, Tochter von John Riccardo Stephens, gingen acht Kinder hervor. Einer seiner Enkel war der Diplomat Ralph Lindsay Harry (1917–2002), der unter anderem zwischen 1971 und 1975 Botschafter in der Bundesrepublik Deutschland sowie von 1975 bis 1978 Ständiger Vertreter Australiens bei den Vereinten Nationen war.

## Veröffentlichungen
- Our pastoral industry, Frederick Holder, Adelaide 1892.
- Condensed sermons by a layman, A Chappel & Co, Adelaide 1922

## Hintergrundliteratur
- H. Campbell-Jones: The Romance of Australia’s First Federal Parliament, 1935
- Norman Makin: The Honourable Sir Fredrick William Holder, KCMG, Speaker 1901–1909, 1962
- Stephen C. Redenbach: Servant of Two Masters? An Exploration of the Speaker’s Role in the Australian Commonwealth Parliament, PhD Thesis, La Trobe University, Melbourne 1999